# Коста Терзиев
Д-р Константин (Костадин, Коста) Христов Терзиев е български общественик от Македония, деец на Македонската федеративна организация.

## Биография
Коста Терзиев е роден 1872 година в град Кукуш, тогава в Османската империя, днес в Гърция. В 1907 година завършва с двадесет и втория випуск Солунската българска мъжка гимназия. След освобождението на града през Балканската война участва в администрирането му като секретар на Димитър Попангелов. След края на Първата световна война се включва в лявото крило на македонската емиграция в България и участва във формирането на Македонската федеративна организация. През 1923 година заедно с д-р Филип Атанасов, Кочо Хаджириндов, Славе Иванов се установява във Виена и започва да издава вестник „Македонско съзнание“. Групата на Терзиев, Хаджириндов и Миладинов се свързва с Жика Лазич и с подкрепата на сръбската държава продължава издаването на вестник „Македонско съзнание“. Терзиев става близък сътрудник на югославския външен министър Момчило Нинчич.
След създаването на Социалистическа република Македония в края на Втората световна война Коста Терзиев участва активно в политическите процеси в Скопие. Заедно с Васил Иванов, Коста Тренчев, Димитър Пеев, Георги Гоцев, Кирил Сивески и свещеник Никола Попов изпращат меморандум до Великите сили, в който се обявяват против политическия терор извършван от Лазар Колишевски, Светозар Вукманович – Темпо и Александър Ранкович. През 1947 година е заведен съдебен процес срещу тях и всички те са осъдени на смърт. Под натиска на ООН наказанията са отменени с изключение на присъдата на Коста Терзиев, който е разстрелян на 15 април същата година.